# Monforte d'Alba
Monforte d'Alba là một đô thị tại tỉnh Cuneo trong vùng Piedmont của Italia, vị trí cách khoảng 60 km về phía đông nam của Torino và khoảng 40 km về phía đông bắc của Cuneo. Tại thời điểm ngày 31 tháng 12 năm 2004, đô thị này có dân số 1.976 người và diện tích 25,7 km².
Monforte d'Alba giáp các đô thị: Barolo, Castiglione Falletto, Dogliani, Monchiero, Novello, Roddino và Serralunga d'Alba.